# Comuna Humenți, Camenița
Humenți (în ucraineană Гуменці) este o comună în raionul Camenița, regiunea Hmelnîțkîi, Ucraina, formată din satele Humenți (reședința), Kolubaiivți, Lîsohirka, Prîvorottea Druhe, Slobidka-Humenețka și Verbka.

## Demografie
Componența lingvistică a comunei Humenți
     Ucraineană (98,51%)
     Rusă (1,22%)
     Alte limbi (0,18%)
Conform recensământului din 2001, majoritatea populației comunei Humenți era vorbitoare de ucraineană (98,51%), existând în minoritate și vorbitori de rusă (1,22%).